# Крайовикові
Крайовикові (Coreidae) — родина рослинноїдних клопів (Heteroptera).

## Поширення
Родина Coreidae є космополітичною, але більшість видів поширені в тропічних або субтропічних регіонах.

## Опис
Клопи середніх чи великих розмірів, від 7 до 40 мм завдовжки, зазвичай трохи більше 20 мм. Форма тіла дуже різноманітна, хоча у більшості боків черевця розпластані і виступають з-під надкрил. Багато видів із «листкоподібними гомілками» досить стрункі, з помітними гомілковими здуттями на задніх лапах, хоча деякі масивні види також мають такі здуття. Деякі види вкриті шипами і горбками. У німф отвори двох пахучих залоз видно як дві точки на середній лінії дорсальної поверхні черевця, одна на передній і одна на задній межі 5-го тергіта черевця. Під час закінчення екдизису анатомія змінюється, і залози закінчуються в задньогрудях (метатораксі).

## Спосіб життя
Крайовики харчуються соком рослин. Були повідомлення про те, що деякі види є хижаками, але немає матеріальних доказів для підтвердження цього факту, на додаток до того факту, що в польових спостереженнях деякі зразки легко сплутати з редувіями, тому є сумніви в достовірність цих спостережень.

## Класифікація
Підродина Coreinae Leach, 1815
- Acanthocephala  Laporte, 1833
- Acanthocerus  Palisot, 1818
- Althos Kirkaldy, 1904
- Amblyomia Stål, 1870
- Amblypelta Stål, 1873
- Anasa Amyot & Serville, 1843
- Canungrantmictis Brailovsky, 2002
- Catorhintha Stål, 1859
- Chariesterus Laporte, 1833
- Chelinidea Uhler, 1863
- Chondrocera Laporte, 1832
- Cimolus Stål, 1862
- Coreus Leach, 1815
- Dalader Amyot & Serville, 1843
- Dallacoris Osuna, 1981
- Elasmopoda  Stål, 1873
- Euthochtha  Mayr, 1865
- Ficana Stål, 1862
- Helcomeria Stål, 1873
- Holhymenia Lepeletier & Serville, 1825
- Hypselonotus Hahn, 1833
- Leptoglossus Guérin-Méneville, 1831
- Madura Stål, 1860
- Mamurius Stål, 1862
- Menenotus Laporte, 1832
- Mictis Leach, 1814
- Mozena Amyot & Serville, 1843
- Namacus Amyot & Serville, 1843
- Narnia Stål, 1862
- Nisoscolopocerus Barber, 1928
- Pephricus Amyot & Serville, 1843
- Phthia Stål, 1862
- Phyllomorpha  Laporte 1833
- Plectropoda  Bergroth, 1894
- Piezogaster Amyot & Serville, 1843
- Sagotylus Mayr, 1865
- Savius Stål, 1862
- Scolopocerus Uhler, 1875
- Sephina Amyot & Serville, 1843
- Sethenira Spinola, 1837
- Spartocera  Laporte, 1833
- Thasus Stål, 1865
- Zicca Amyot & Serville, 1843

Підродина Agriopocorinae Miller, 1953 (
- Agriopocoris Miller, 1953

Підродина Meropachyinae Stål, 1867
- Merocoris Perty, 1833

Підродина Pseudophloeinae Stål, 1867
- Bothrostethus Fieber 1860
- Ceraleptus Costa, 1847
- Coriomeris Westwood, 1842